# جيتي
جيتي (باللغتين الهولندية والفرنسية Jette) هي منطقة حضرية تشكل إحدى البلديات التسعة عشر التابعة لإ قليم بروكسل العاصمة في بلجيكا وكانت تعرف سابقا باسم سينت بيترز- جيتي، ويبلغ عدد سكانها ما يقرب من 48.000 نسمة معظمهم يتكون من الأسر والعائلات.
وعلى الرغم من أن المنطقة المأهولة في جيتي يغلب عليها الطابع الحضري، إلا أن الجزء الغربي منها والواقع في المنطقة ما بين مستشفى بروكسل الجامعي التابع لجامعة بروكسل الحرّة الناطقة باللغة الهولندية واستاد الملك بودوان في منطقة لكن Laken حيث الغابات والمنتزهات الكببيرة (ديليغيم Dielegem، بولبوس Poelbos، لاربيكبوس Laarbeekbos ومنتزه الملك بودوان)، هي الأكثر اخضرارا وأقل كثافة سكانية من الأحياء السكنية الواقعة في وسط جيتي.
ويقع في جيتي مستشفى بروكسل الجامعي (UZB) التابع لجامعة بروكسل الحرة وهو واحد من أكبر مستشفيات مدينة بروكسل قاطبة. كما تحتضن جيتي الحرم الجامعي لطلاب كلية الطب وكلية الصيدلة التابعتين للجامعة ذاتها. ويقع فيها أيضاً معهد إراسموس العالي لعلوم التمريض.

## الموقع
تقع جيتي شمال غرب العاصمة بروكسل، بين خطي العرض 4 درجة 20 دقيقة شرق والطول 52 درجة 50 دقيقة شمال. وتحدها من الشمال بلدية لكن Laken ومن الجنوب بلديات خانسهورن Ganshoren، وكوكلبيرخ Koekelberg وسينت يانس مولينبيك Sint-Jans-Molenbeek، على تخوم منطقة بروكسل العاصمة وكما توجد لجيتي حدودا مع البلديات الفلمنكية في منطقتي فيميل Wemmel وأسي Asse.

## المساحة
تبلغ المساحة الإجمالية لجيتي 5.04 كيلومتر مربع وتتوزع طبيعة مساحة أرضها على النحو التالي:
- المساحة الزراعية وتشكل 7.20 %
- الغابات وتغطي 9.31 %
- الأراضي السكنية وتشمل 79.41 %
- أراض متنوعة الأغراض بنسبة 4.8 %

## أصل التسمية
جيتي jette ، لفظ لاتيني ويعني سواد الفحم، ولكنه أطلق على جيتي تيمناَ باسم القديس سنت بيتر جيتي Sint-Peter-jette، وهو الاسم الذي كانت تحمله جيتي حتى وقت قريب.

## التاريخ

### العصور القديمة

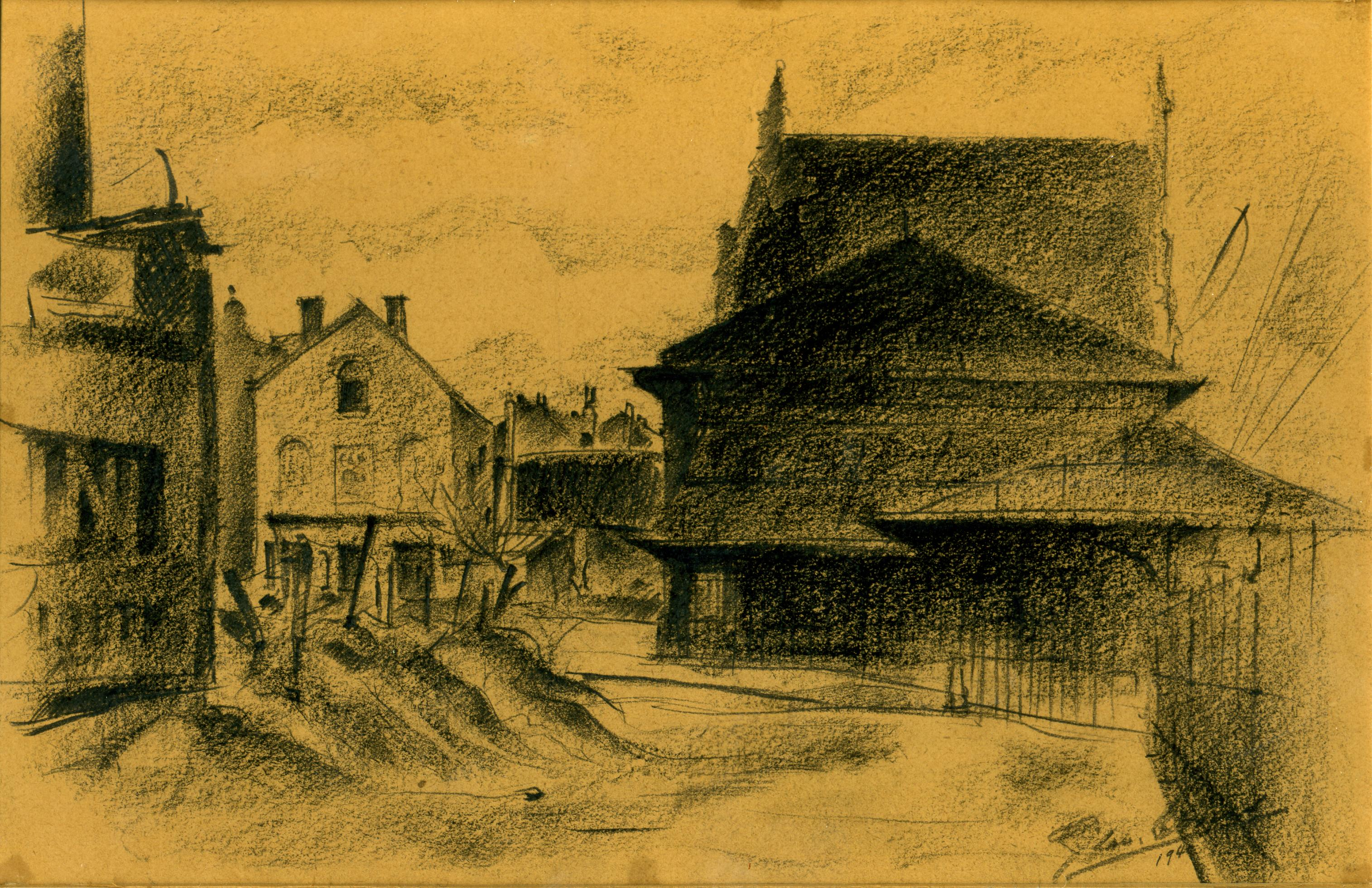
رسم تخطيطي لمحطة جيتي في عام 1940

تم العثور على أدوات ترجع في تاريخها إلى العصر الحجري الحديث وبقايا مستوطنة للغال -الرومان على أراضي جيتي، تثبت قدم تاريخ المستوطنات الأولى في المنطقة. كما أن تكريس أول كنيسة شيدت فيها إلى القديس بطرس تشير إلى أن التنصير في جيتي حصل في وقت مبكر. خلال العصور الوسطى، كانت أجزاء من الأراضي عبارة عن إقطاعيات تابعة لدوقية برابانت. وتحت حماية دوق برابانت، تأسس دير ديليغيم Dieleghem عام 1095 م، من قبل مطران كامبراي وكان يدار وفق شرائع رهبنة أوغسطينوس قبل أن يتحول الرهبان في سنة 1140 م إلى اتباع قواعد نظام رهبانية البرمونسترات. وفي القرن الثالث عشر، استحوذ الدير على نصف أراضي كومونة جيتي ولعب دورا اجتماعياً واقتصادياً مهماُ في المنطقة حتى قيام الثورة الفرنسية وامتداد نفوذها إلى بلجيكا.

### القرن السابع عشر وحتى القرن العشرين
كانت جيتي جزء من مدينة ميرختيم Merchetem حتى القرن السابع عشر، عندما تمكن وزير مالية بلجيكا تحت زعامة الأرشيدوق ألبرت والأرشيدوقة إيزابيلا من استخواذ قلعة ريفيرين Rivieren القديمة المشيدة في القرن الثاني عشر بمنطقة خانسهورن Ganshoren، القريبة من جيتي وقام بإعادة بنائها. وفي سنة 1654 م، قام نجل الوزير بتحويل القلعة وما جاورها من عقارات إلى بارونية يرأسها بارونات، وبعد خمس سنوات تحولت البارونية إلى مقاطعة كبرى، شملت أراضي جيتي والقرى المجاورة لها.
وفي سنة 1790 م، ومابعدها من سنوات قام النظام الذي وضعته الثورة الفرنسية في بلجيكا بتقليص الحريات الدينية بشكل كبير. فتم طرد الرهبان من الدير في سنة 1796 وتعرضت معظم المباني في العام الذي تلاه للدمار، ولم تسلم إلا داراً واحدة استخدمت كمكان للترفيه. وفي عام 1841 م انفصلت قرية خانسهورن عن جيتي. وخلال العقود المتتالية فقد ما تبقى من جيتي طابعه الريفي تدريجيا لتتحول جيتي إلى ضاحية من ضواحي بروكسل. ونما عدد سكانها، من 10.000 نسمة تقريباً في عام 1900 إلى أكثر من 40.000 في عام 1971 م.

## معالم جيتي
- قاعة البلدية
- متحف الرسام رينيه ماغريتي ويقع في البيت الذي ولد فيه الرسام وأعد فيه معظم أعماله الفنية
- دير ديلغهيم
- كنيسة القديس بطرس
- محطة جيتي
- ساحة الملكة استريد أو ساحة المرآة، حيث السوق الإسبوعية

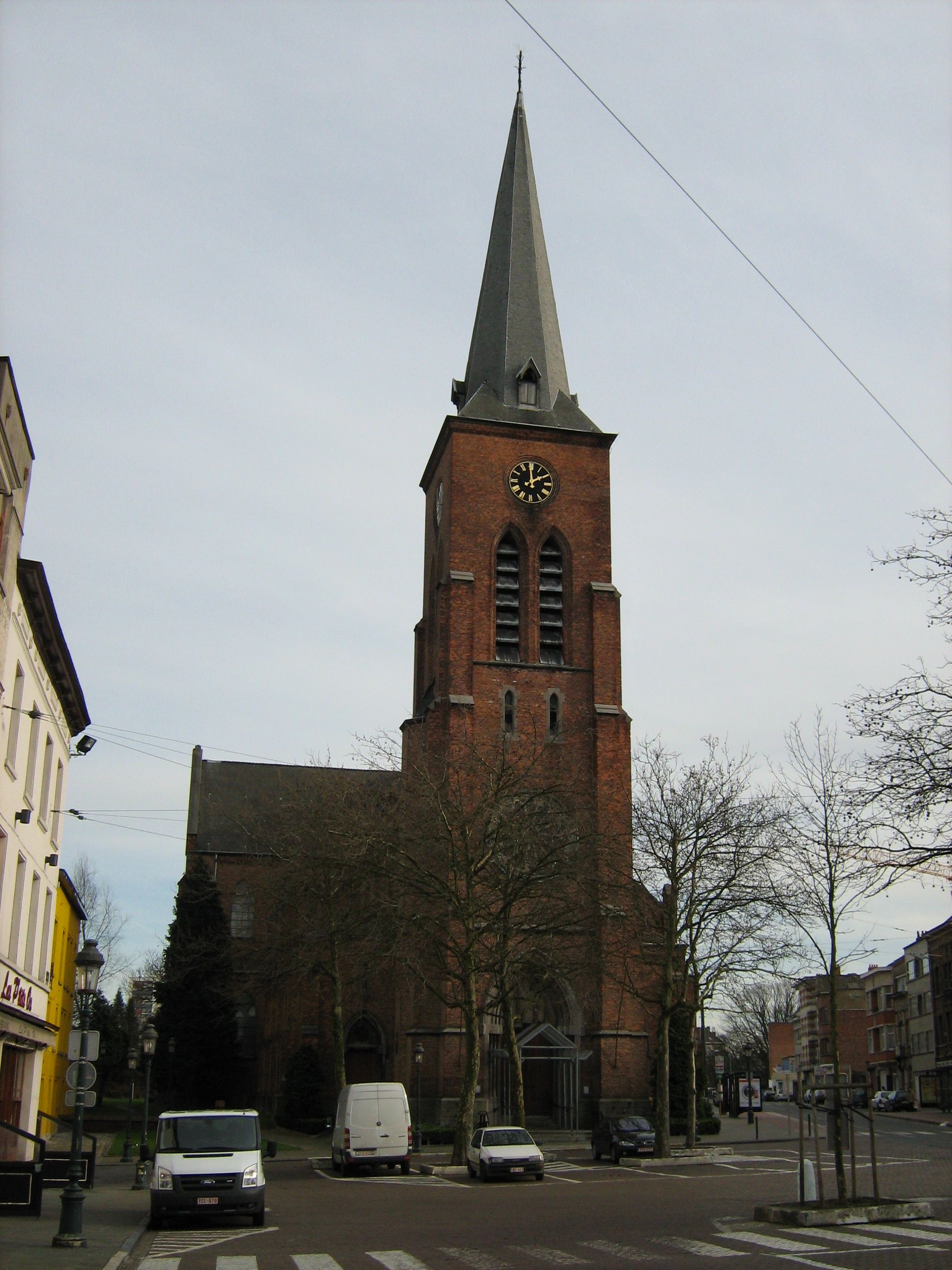
كنيسة القديس بطرس في ساحة مارسير
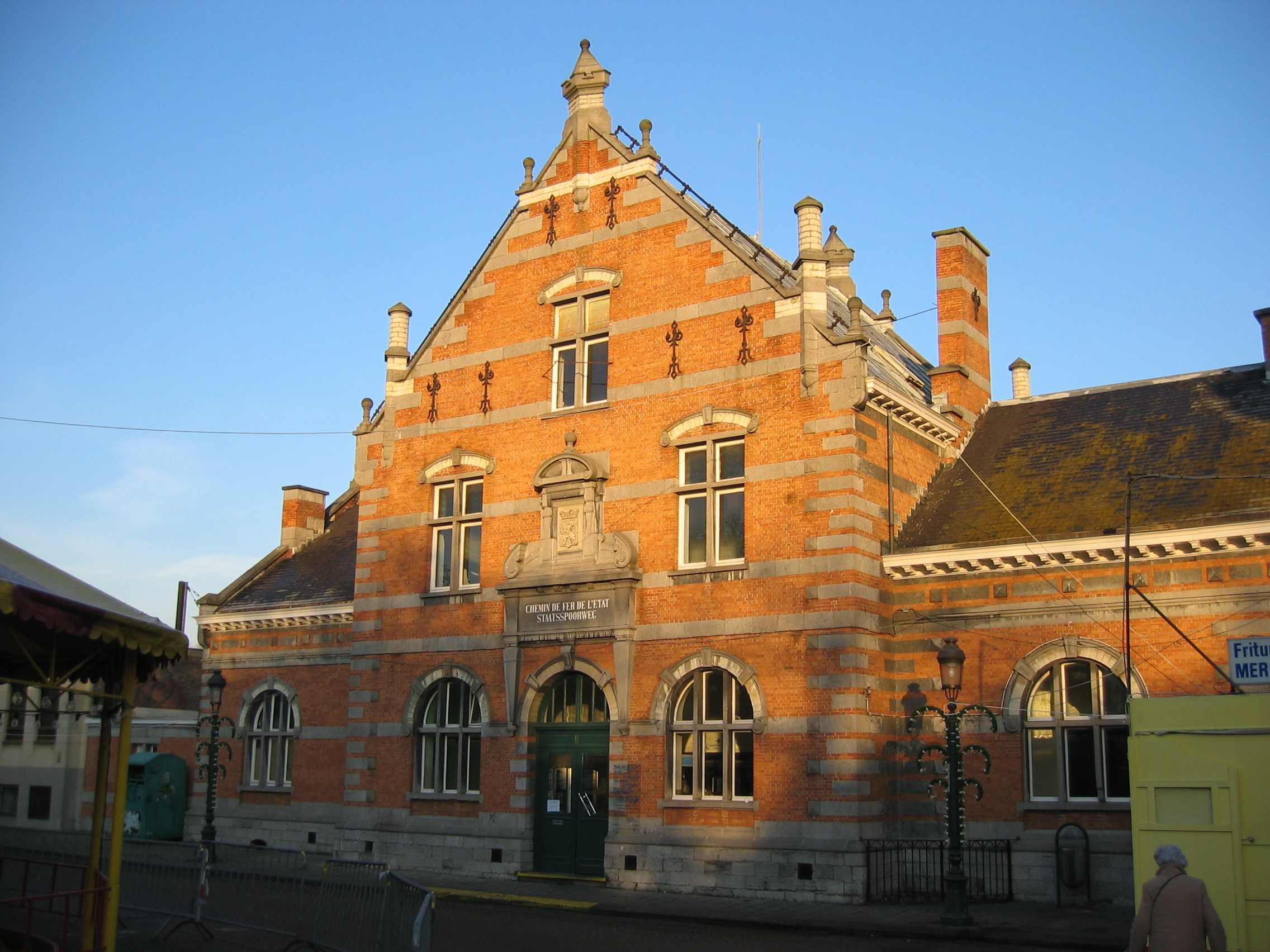
محطة قطارات جيتي
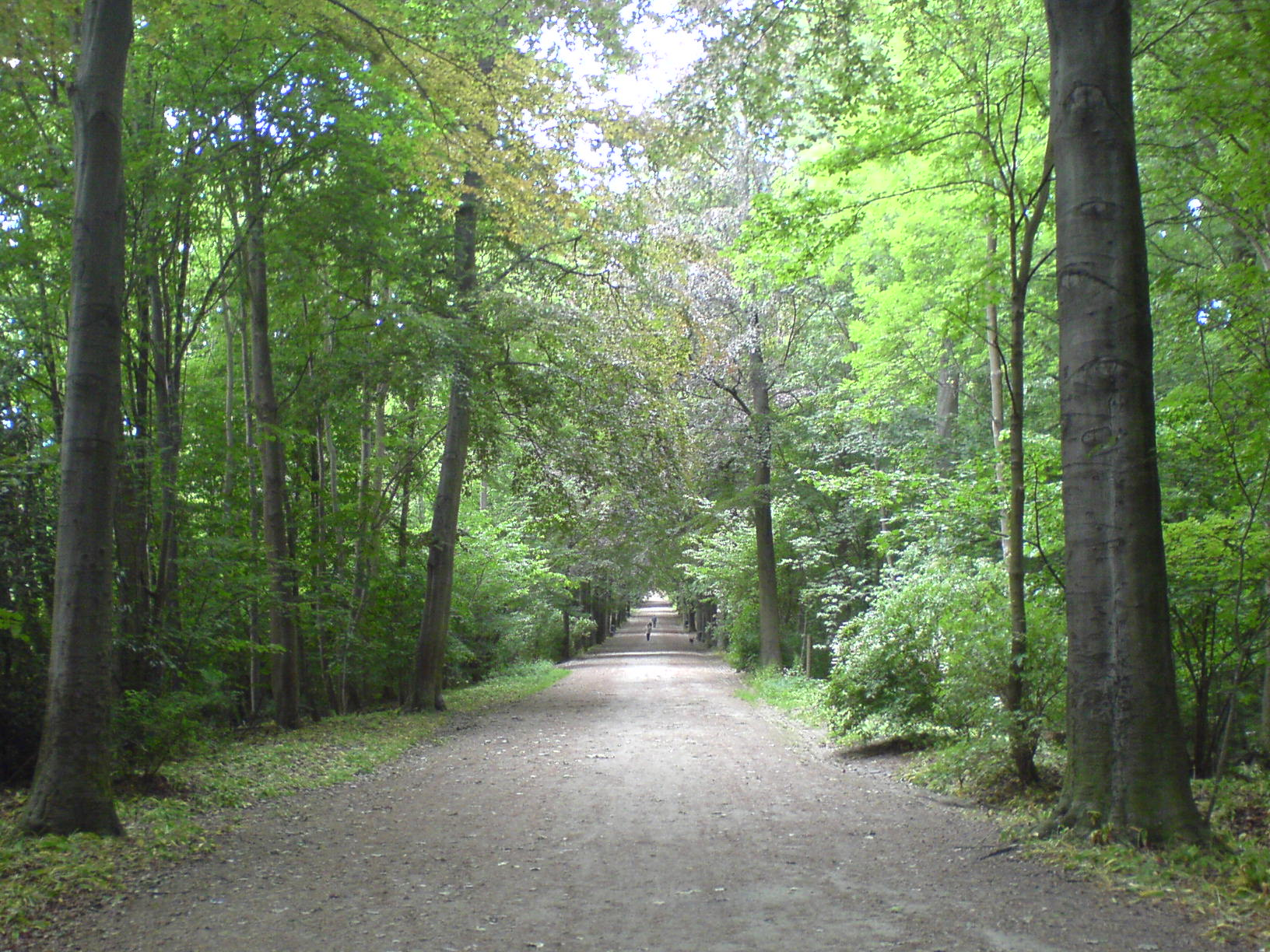
غابة ديلغهيمبوس
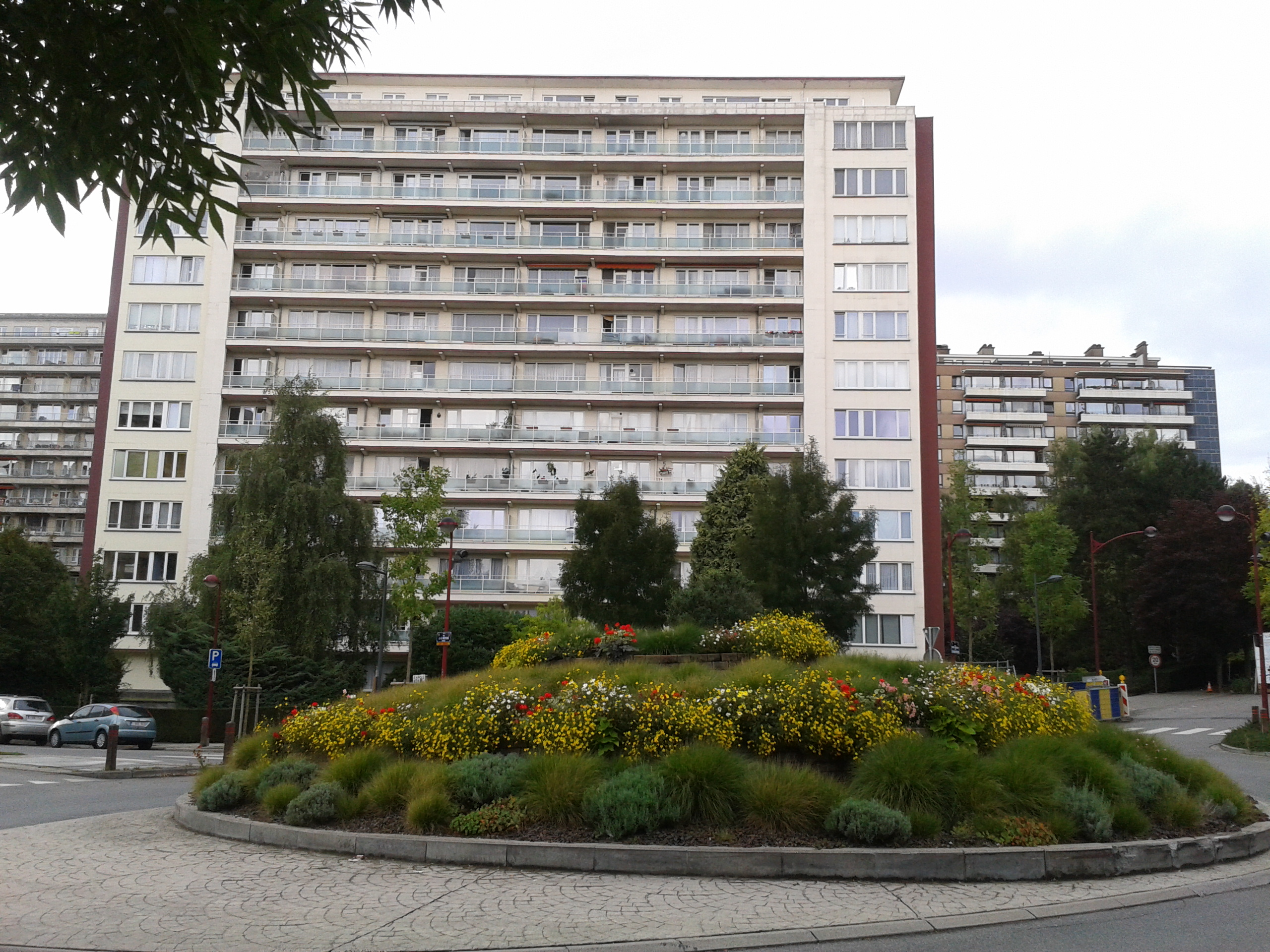
دوار حركة مرور في جيتي
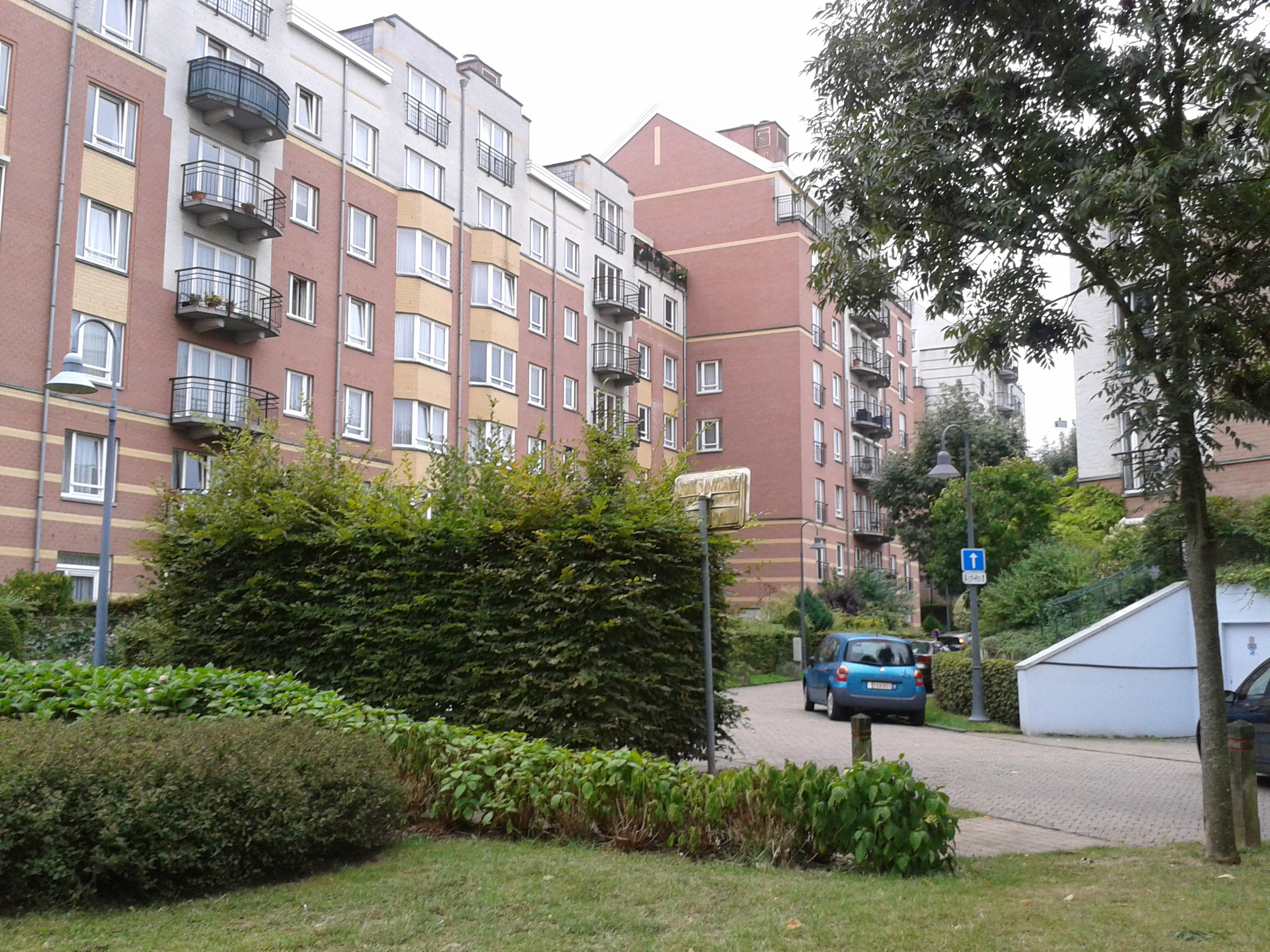
بيوت في حي حدائق جيتي
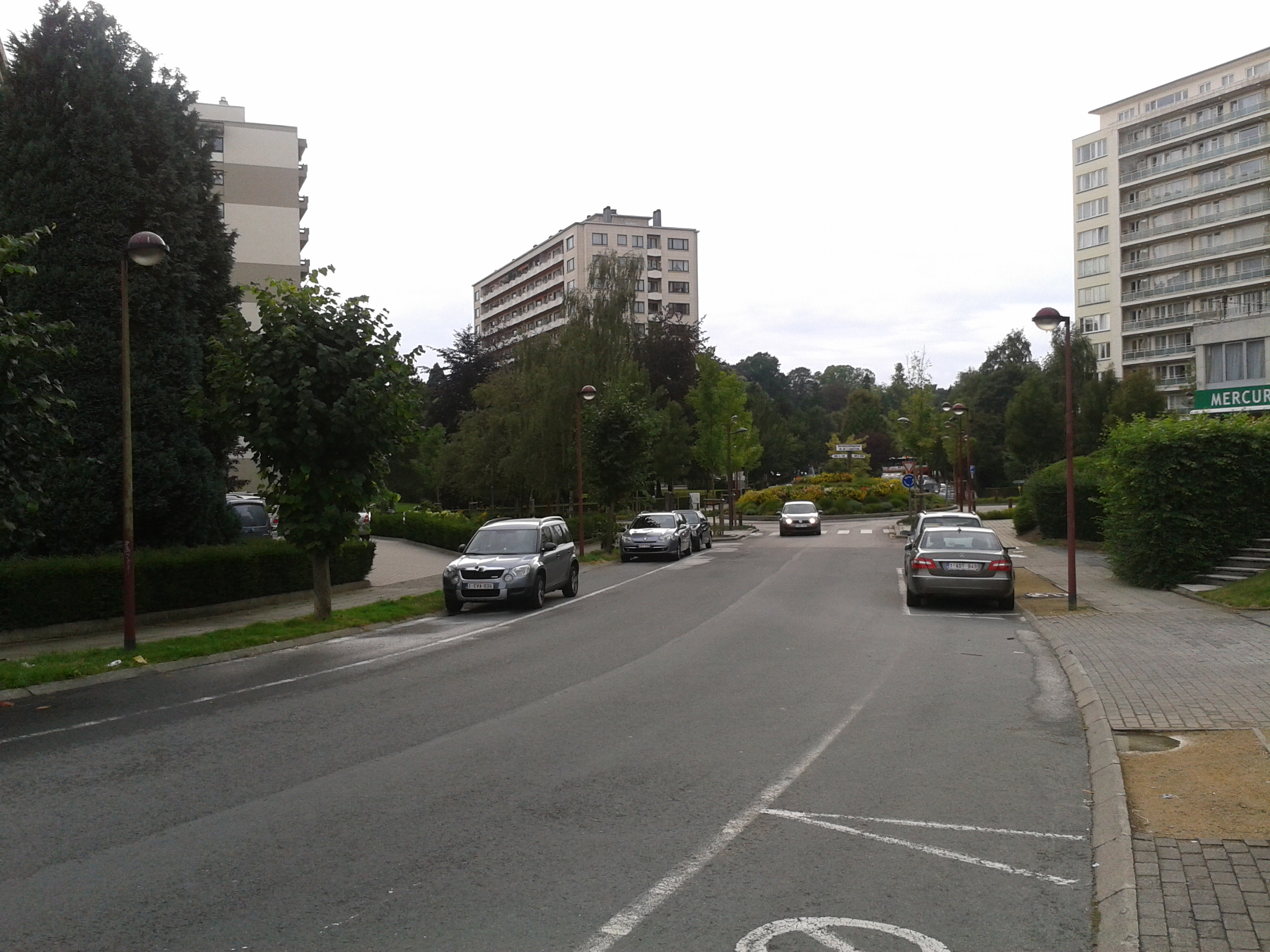
شارع في جيتي
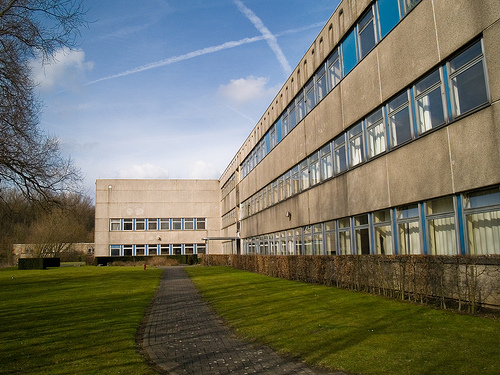
الحرم الجامعي بمعهد إراسموس في جيتي
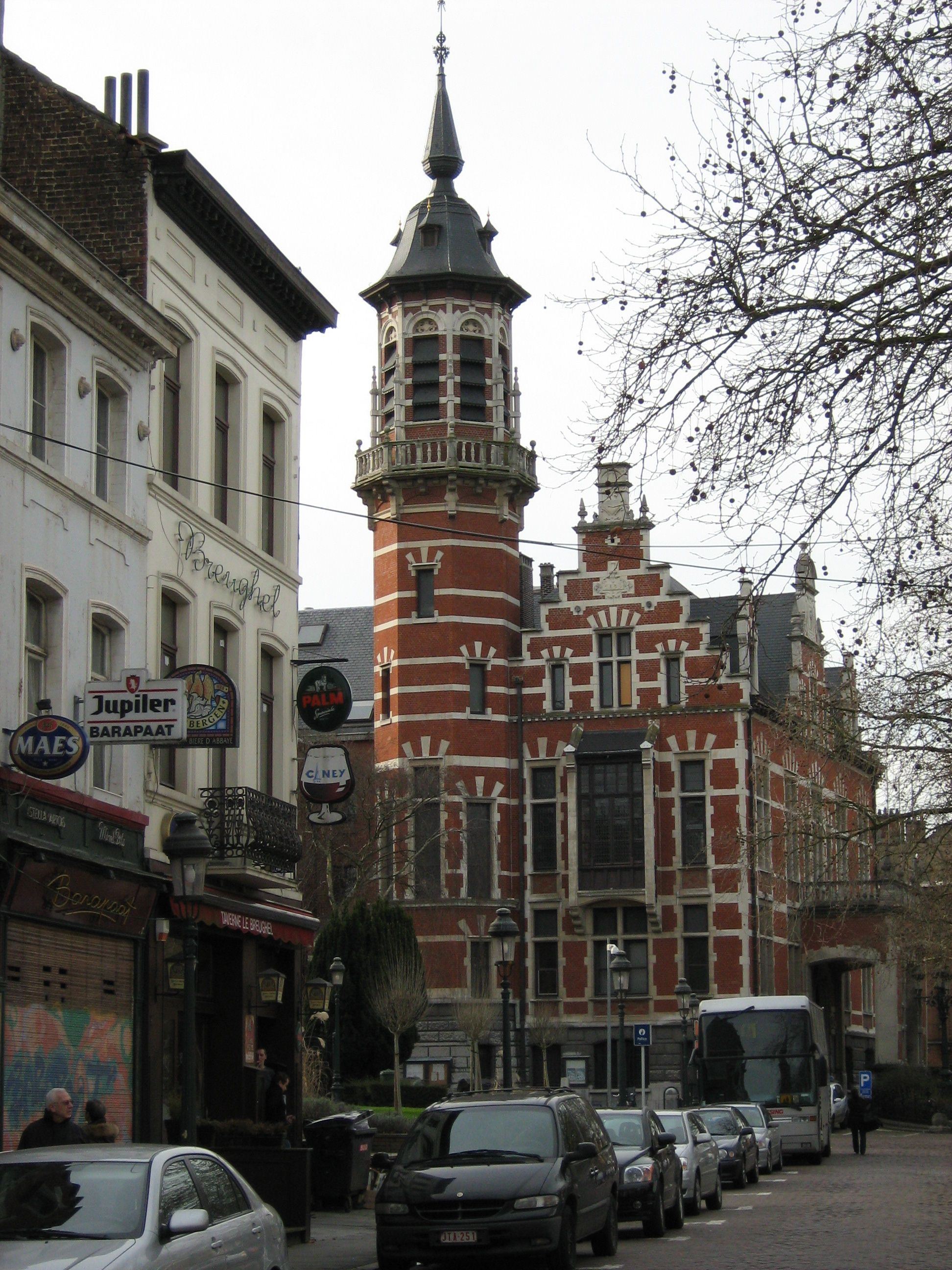
دار البلدية جيتي

## المتاحف

### متحف استوديو العرض
متحف استوديو العرض Atelier 340 Muzeum هو مركز مستقل الفنون، تأسس في عام 1979، لدراسة وتعزيز فنون النحت والفن ثلاثي الأبعاد، سواء في بلجيكا أوالخارج.

### متحف رينيه ماغريتي

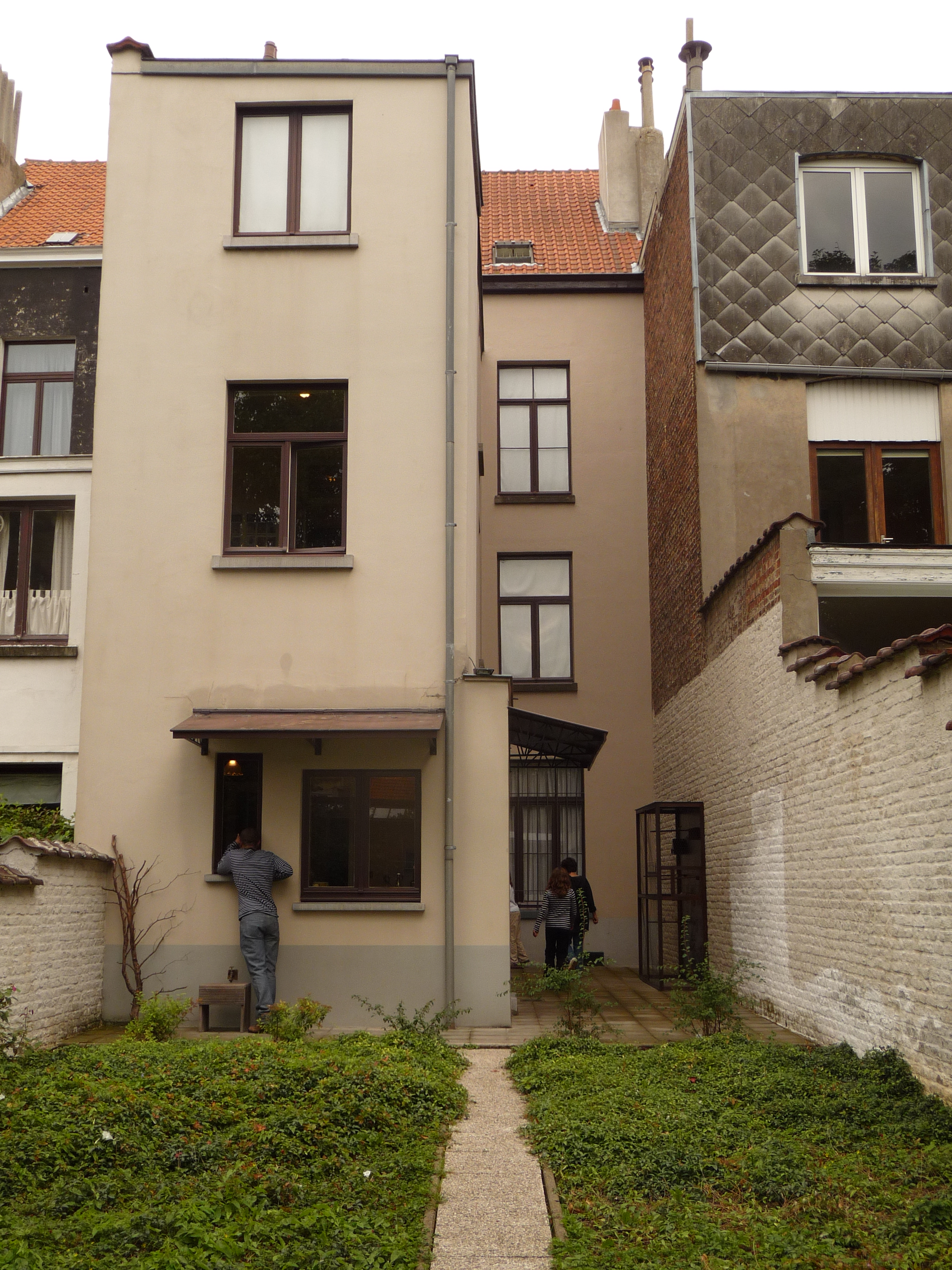
متحف رينيه ماغيرتي

وهو البيت الذي ولد فيه الرسام البلجيكي المشهور ريينه ماغريتي René Magritte Museum وقام برسم العديد من لوحاته السوريالية وقد شخد عملية ترميم في الفترة من 1993 وحتى 1999 ليصبح متحفاً يضم لوحاته.

### مسكن رئيس دير ديليغيم

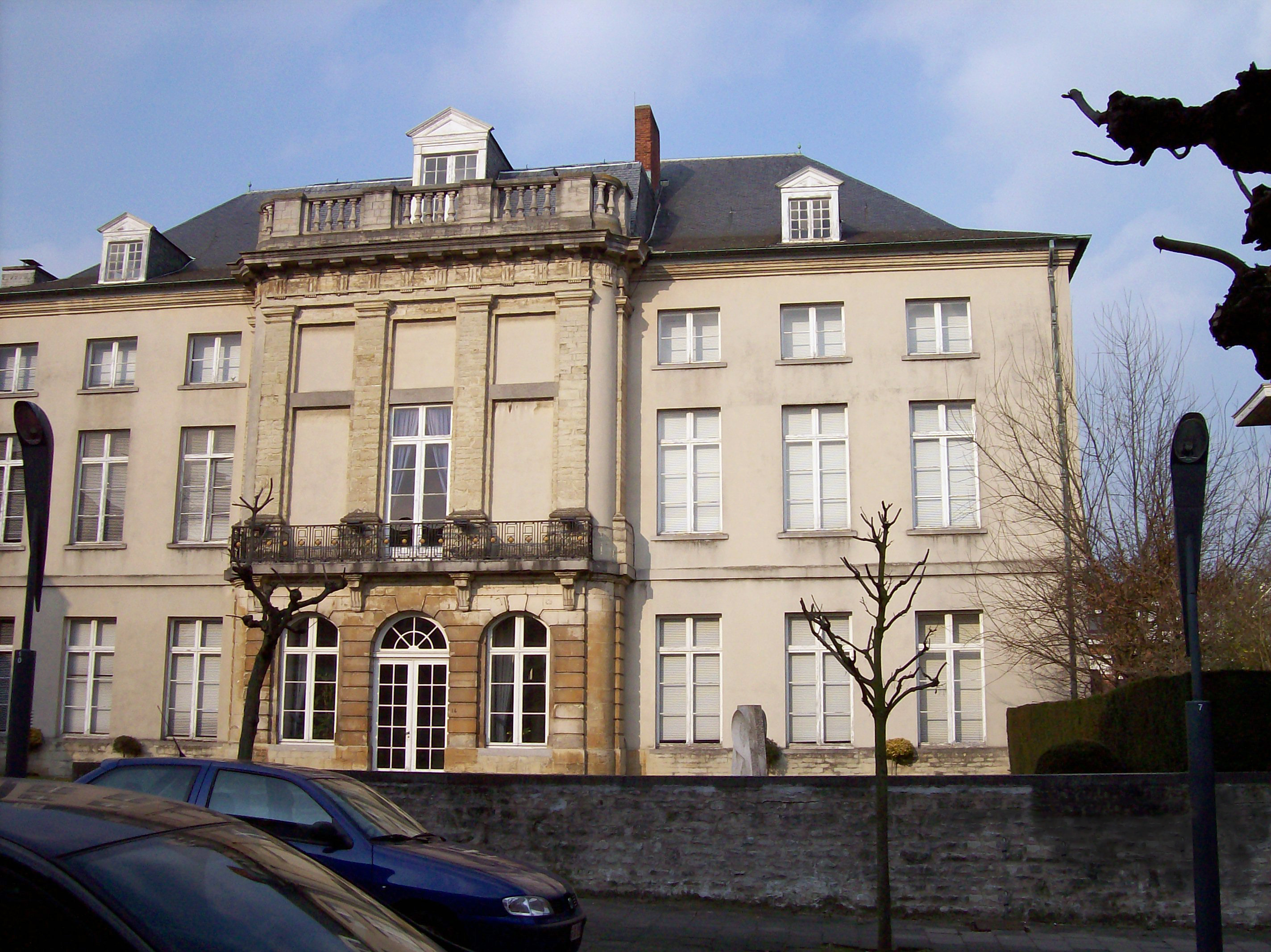
دير ديلغهيم

مبنى مقر إقامة رئيس الدير القديم في ديليغيم والواقع في شارع Tiebackxstraat رقم 14، في جيتي هو آخر ما تبقى من مباني الدير القديمة، الذي تأسس رسميا في سنة 1095 م، من قبل مطران كامبراي. في 27 يناير | كانون الثاني 1950 م، قرر مجلس بلدية جيتي شراءالدير وصدر مرسوم ملكي في 3 فبراير / شباط 1953 م، يصنّف الدير على أنه مبنى تذكاري يشكل معلماً من المعالم التاريخية يمدينة بروكسل. وتولى المهندس المعماري بريغود Brigode الأستاذ بجامعة لوفان الكاثوليكية، عملية ترميم مبنى الدير. وفي 7 سبتمبر / أيلول 1972 م، افتتح العمدة نايبيرخ Neybergh الدير ليصبح متحفاُ مفتوح للجمهور.

## السكان
يبلغ عدد سكان بلدية جيتي حوالي 84.805 (إحصائيات يناير / كانون الثاني 2012) شخص ويعتبر مجتمعها خليط من الإثنيات المختلفة بحيث تتكون التركيبة السكانية الإثنية من الفلمنك المتحدثين باللغة الهولندية والولون الناطقين باللغة الفرنسية.
وتبلغ نسبة السكان المنحدرين من أصول أجنبية حوالي 16.1% (حسب احصائيات عام 2011). أما الهرم السكاني فتحتل قاعدته الفئة العمرية من سن 18 وحتى 64 عام (بنسبة 61.5%)، تعلوها الفئة العمرية من صفر وحتى 17 عاماً (بنسبة 21.76%) وتأتي في القمة الفئة العمرية الأصغر وهي من سن 65 عاماً فما فوق (بنسبة 17.19%).

## الفعاليات الإجتماعية والسياحية
يتم في جيتي تنظيم سوق مفتوحة سنوياً في السادس والعشرين من شهر اغسطس / آب من كل عام تعرف باسم سوق جيتي السنوية، وتضم مئأت السلع المستخدمة المعروضة للبيع من مختلف الأشكال والأنواع، إلى جانب وسائل الترفيه للصغار والكبار.وقد صادف العام 2013 مرور 137 عاماً منذ تنظيمها لأول مرة. كما تنظم في مواسم الصيف والمناسبات الرسمية مهرجانات فنية والعاب رياضية مثل مهرجان الرسوم الهزلية والرسوم المتحركة.

## النقل والمواصلات

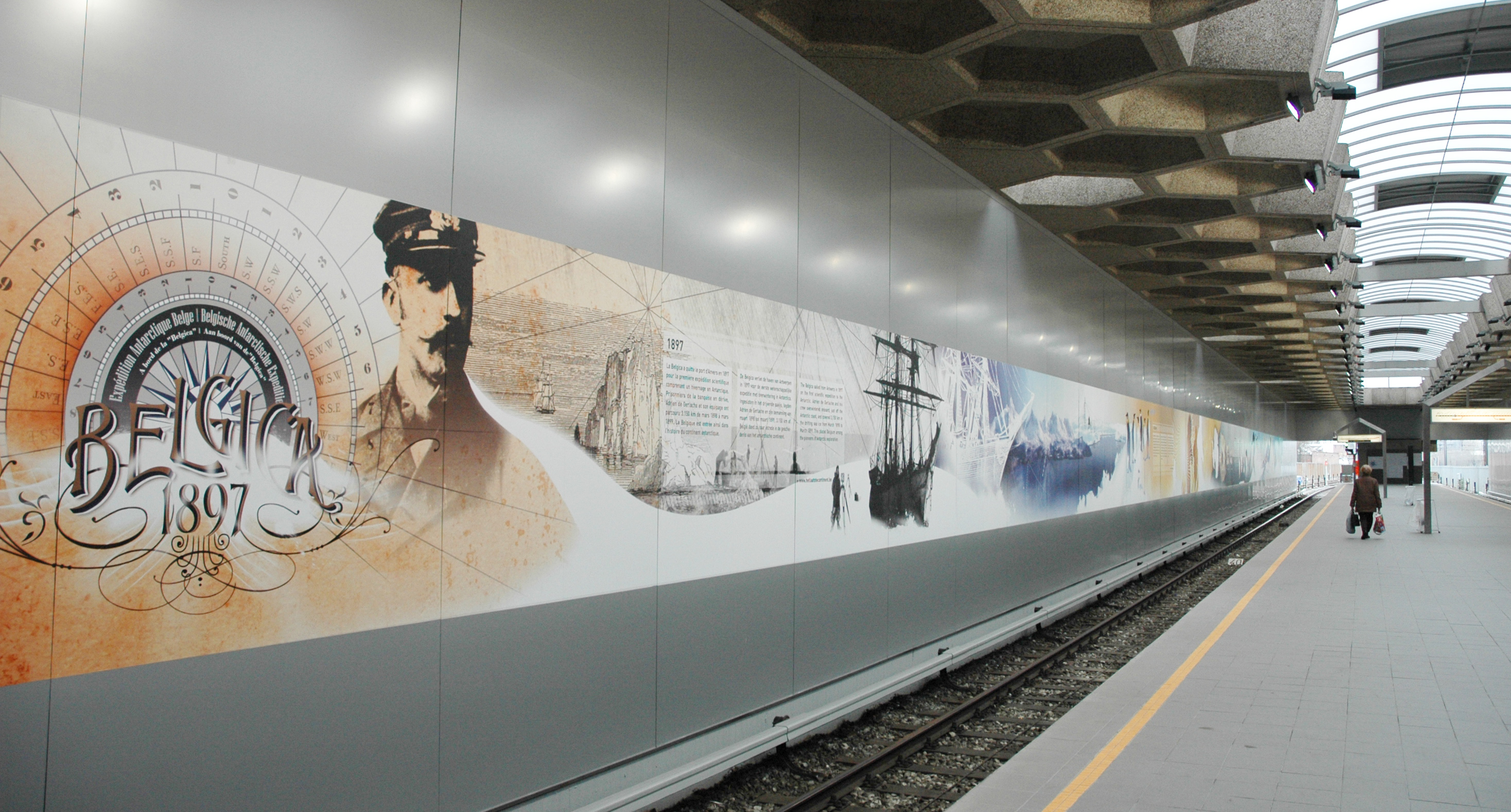
محطة مترو انفاق بيلجكا

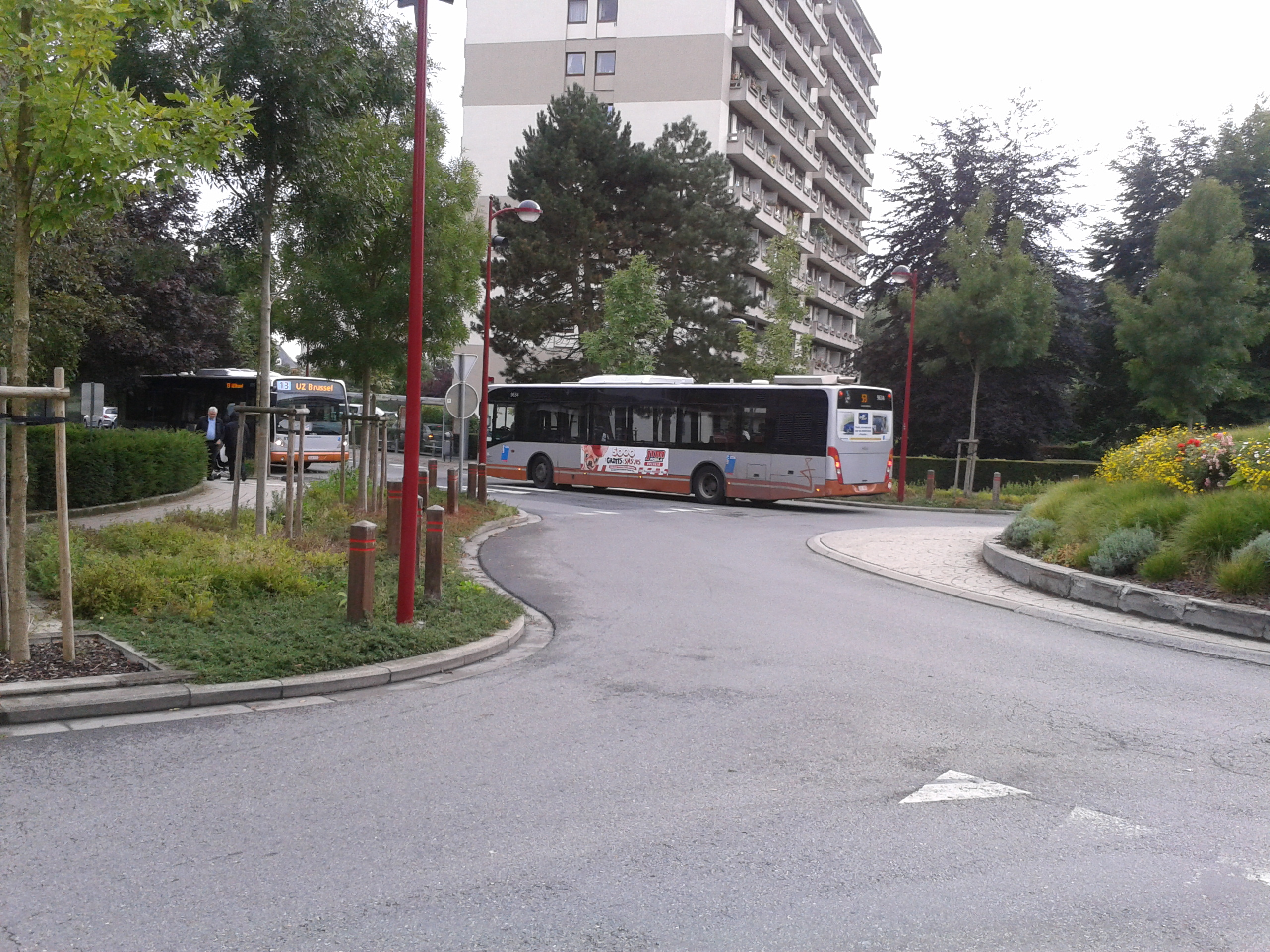
حافلات جيتي

توجد في جيتي محطة للسكك الحديدية الوطنية البلجيكية في تقع في الجنوب، ومحطة لمترو الأنفاق، الخط 1 (بيلجكا Belgica)، علاوة على خطوط الترام 19، 51، 81 و 94 والحافلات 14 و15 وغيرها.
ويمكن الوصول إليها من خلال خطي المترو 5 و 2 انطلاقاً من محطة (سيمونيز ايلزابيث Simonis Elizabeth).
ومن خارج المدينة يمكن الوصول إلى جيتي براً من:
- الطريق الدائري لمدينة بروكسل
- الطريق السريع بروكسل -أوستندي Brussel - Oostende
- الطريق الأوروبي السريع E40
- الطريق الوطني السريع A12
- الطريق الأوروبي السريع E19 القادم من مدينة انتويرب

## الإدارة
تتكون إدارة جيتي من عمدة ومجلس بلدي.

### المجلس البلدي
يبلغ عدد أعضاء المجلس البلدي 35 عضواً يتم انتخابهم من مختلف الأحزاب السياسية الوطنية المركزية والإقليمية والمحلية. ويتكون المجلس الحالي المنتخب في عام 2012 م من ائتلاف من حزب الوسط الديمقراطي الإنساني cdH(الفرانكفوني) والحزب الاشتراكي المغاير ٍSp.a الفلمكني والحزب الاشتراكي (الفراكفوني) SP، إلى جانب الحزب الإيكولوجي Ecolo وحزب الانفتاح الفلمنكي الليبرالي الديمقراطي Open Vld والحركة الإصلاحية الوالونية MR والخضر Groen والحزب الفيدرالي الفراكفونيFDF والليبراليين.
جدول يبين المقاعد التي يحوز عليها كل حزب في المجلس البلدي
| الحزب                                                                        | عدد المقاعد | الخلفية الإثنية |
| ---------------------------------------------------------------------------- | ----------- | --------------- |
| ائتلاف LBJ                                                                   | 12          | فلمنكي والوني   |
| الحزب الاشتراكي SP والحزب الاشتراكي المغاير Sp.a                             | 10          | فلمنكي - والوني |
| التحالف الفلمنكي الجديد N-VA                                                 | 1           | فلمنكي          |
| الحزب الإيكولوجي Ecolo والخضر Groen                                          | 4           | فلمنكي - والوني |
| وحزب الانفتاح الفلمنكي الليبرالي الديمقراطي PRLوالحركة الإصلاحية الوالونيةMR | 5           | فلمنكي - والوني |
| الحزب الفيدرالي الفرانكفوني FDF                                              | 1           | والوني          |
| الليبراليون LES Liberaux                                                     | 2           | والوني          |

ويلاحظ من الجدول أعلاه ميول الأحزاب إلى تكوين كتل تتشابه معها في البرامج والمباديء السياسية والفكرية بغض النظر عن خلفيتها اللغوية. فتجد مثلاً تكتل يضم حزب الخضر الذي يمثل الناطقين باللغة الهولندية والحزب الإيكولوجي الفرانكفوني ويجمعها بطبيعة الحال مبدأ سياسي أساسي وهو حماية البيئة.

### العمدة
العمدة هو أعلى مسؤول إداري في البلدية.
العمدة الحالي (2013) هو هيرفن دوين Hervé Doyen ينتمي إلى حزب الوسط الديمقراطي الإنساني cdH.
وقد سبقه جان لويس تايس (1976-1999) من الحزب الاشتراكي.
ومن العمداء المشهورين:
- فيليب ويري Philippe Werrie

(1909-1926)،
- جوستاف فان هوينغين Gustave Van Huynegem

(1927-1940)
- يان نايبيرخ Jean Neybergh

(1940-1953)
- إيتين ديمينتر Etienne Demunter

(1976-1999)

## مشاهير جيتي
- فرانسوا نارمون، مصرفي وعضو اللجنة الأولمبية الدولية السابق (1934)
- ألان دي نيل، لاعب كرة قدم المولود في (1966)
- رينيه ماغريتي، رسام من المدرسة السوريالية (1898 -1967)
- جان روبا، كاتب قصص مصورة (1930 - 1967)
- توماس تشاتيلا، لاعب كرة قدم (1981)

## مدن توأمة
- سيدي بيبي:إقليم شتوكة آيت باها،  المغرب
- بلدية جوجيلتا:  المكسيك